# 福川忠昭
福川 忠昭（ふくかわ ただあき、1942年 - ）は、日本の工学者、慶應義塾大学名誉教授、工学博士。

## 人物紹介
慶應義塾大学工学部管理工学科卒業（1964）。同大学院修士課程理工学研究科管理工学修了（1966）。同大学博士課程理工学研究科管理工学専攻単位取得退学（1969）、工学博士（1985）。慶應義塾大学理工学部管理工学科名誉教授。慶應義塾幼稚舎舎長も務めた。
専門分野は、経営管理、包絡分析法の応用、サプライ・チェーン・マネジメント、無形資産管理、社会基盤整備のための民活方式（PFI／BOT）。包絡分析法を用いて持続可能性にもとづく経営効率評価問題を扱っている。　SCMやPFI／BOTは、参加主体間での取引条件や契約条件にもとづくリターンとリスクの分担問題として扱っている。　無形資産について、無形資産の価値評価法の開発や大学などの無形資産管理問題を扱っている。